# Polisportiva Dinamo Lab
L'Associazione Sportiva Dilettantistica Dinamo Lab, o semplicemente Dinamo Lab, è una società sportiva paralimpica di basket in carrozzina. È la sezione di pallacanestro in carrozzina della Polisportiva Dinamo. Fondata nel 2014, milita in Serie A, la massima divisione del campionato italiano.

## Roster 2024-2025
Aggiornato al 22 agosto 2024.
|    | Naz.                                     | Ruolo | Sportivo               | Anno |  |  | Note |
| -- | ---------------------------------------- | ----- | ---------------------- | ---- |  |  | ---- |
| 3  | Polonia (bandiera)                       | C     | Dominik Mosler         | 1984 |  |  | 4.0  |
| 4  | Argentina (bandiera)                     | P     | Carlos Alberto Esteche | 1990 |  |  | 2.5  |
| 5  | Svezia (bandiera)                        | AP    | Hillevi Hansson        | 1994 |  |  | 1.5  |
| 7  | Italia (bandiera)                        | PG    | Claudio Spanu          | 1988 |  |  | 1.0  |
| 8  | Svezia (bandiera)                        | G     | Joakim Lindblom        | 1992 |  |  | 3.0  |
| 9  | Spagna (bandiera)                        | G     | Sara Revuelta          | 1997 |  |  | 1.0  |
| 10 | Argentina (bandiera) · Italia (bandiera) | P     | Maximiliano Ruggeri    | 1987 |  |  | 2.5  |
| 16 | Italia (bandiera)                        | AG    | Cristiano Uras         | 2007 |  |  | 4.0  |
| 24 | Italia (bandiera)                        | P     | Valerio Quaranta       | 1981 |  |  | 2.0  |
| 27 | Gran Bretagna (bandiera)                 | PG    | Charlie McIntyre       | 2005 |  |  | 3.0  |
| 34 | Italia (bandiera)                        | C     | Enrico Ghione          | 1990 |  |  | 4.5  |
| 35 | Thailandia (bandiera)                    | AC    | Athin Singdong         | 1989 |  |  | 4.0  |

### Staff tecnico
| Allenatore: | Matthew Foden |
| Assistente: |               |

## Palmarès

### Competizioni nazionali
- Campionato italiano: 6

come Anmic 1999-2000, 2000-2001, 2001-2002, 2002-2003, 2003-2004, 2004-2005
- Coppa Italia: 3

come Anmic 1999, 2000, 2002
- Supercoppa italiana: 6

come Anmic 2001, 2002, 2003, 2004, 2005
come Anmic Dinamo 2012

### Competizioni internazionali
- Coppa dei Campioni: 1

2001-2002